# والاپادو
والاپادو (به لاتین: Valappadu) یک منطقهٔ مسکونی در سری‌لانکا است که در استان شمالی (سری‌لانکا) واقع شده‌است.